# Alfedena
Alfedena község (comune) Olaszország Abruzzo régiójában, L’Aquila megyében.

## Fekvése
Az Abruzzo-Lazio-Molise Nemzeti Park területén fekszik, a Monte Greco lábainál. A megye délkeleti részén fekszik. Határai: Barrea, Montenero Val Cocchiara, Picinisco, Pizzone és Scontrone.

## Története
Első írásos említése 1229-ből származik. A következő századokban nemesi birtok volt. Önállóságát a 19. század elején nyerte el, amikor a Nápolyi Királyságban felszámolták a feudalizmust. Az 1984-es földrengésben korabeli épületeinek nagy része elpusztult.

## Népessége
A népesség számának alakulása

## Főbb látnivalói
- ókori szamnisz nekropolisz romjai
- Nino Caffe, olasz festő szülőháza
- Madonna del Campo-templom